# Артамонов Микола Фролович
Микола Фролович Артамо́нов (23 вересня 1923 — 8 лютого 1977) — старший сержант Червоної армії, учасник Великої Вітчизняної війни, Герой Радянського Союзу (1944), позбавлений всіх звань та нагород через засудження.

## Біографія
Микола Артамонов народився у вересні 1923 року в селі Жданка (нині Тульська область) у селянській сім'ї. До початку війни жив у селі Сабурове Московської області, працював на заводі № 398.
У липні 1941 року призваний до армії Ростокінським районним військовим комісаріатом Москви. З того ж місяця брав участь у боях. За роки війни воював на Південно-Західному, Центральному, 1-му та 2-му Українському фронтах. Станом на 17 березня 1944 року на посаді помічника командира взводу 87-го окремого мотоциклетного батальйону 2-ї танкової армії 2-го Українського фронту.
Під час Умансько-Ботошанської наступальної операції, 17 березня 1944 року, в районі селища Ямпіль (Вінницька область) Вінницької області разом із групою бійців-мотоциклістів, обійшовши висоту, захопив її. Підсумком штурму стало знищення кулеметної точки та взводу німецької піхоти. У бою Артамонов знищив чотирьох ворожих солдатів і захопив кулемет, вісім гвинтівок та автомат. Брав активну участь у штурмі Ямполя та міських вуличних боях.
Під час форсування Дністра брав участь у захопленні німецьких артилерійських знарядь та обстрілу з них ворожих позицій. Під час переправи Артамонову разом з іншими бійцями вдалось утримати розбиті артилерійським вогнем понтони від знесення течією. Після переправи його взвод наздогнав колону німецьких солдатів і знищив її. Після цього того ж дня він відзначився при звільненні міста Сорока. Також того дня йому вдалося знищити два німецькі дзоти.
13 вересня 1944 року указом Президії Верховної Ради СРСР старший сержант Микола Артамонов був удостоєний звання Героя Радянського Союзу з врученням ордена Леніна та медалі «Золота Зірка» (№ 8572).
Влітку 1944 року брав участь у Білоруській наступальній операції, потім у звільненні Польщі. У боях за визволення східного передмістя Варшави Праги отримав тяжке поранення та сильну контузію. У 1945 році був звільнений у запас за станом здоров'я.
30 грудня 1949 року колегією у кримінальних справах Московського обласного суду було засуджено до 18 років позбавлення волі за скоєння кримінального злочину (групове зґвалтування). На той час вже мав дві судимості 1947 і 1948 року. Указом Президії Верховної Ради СРСР від 30 жовтня 1950 був позбавлений звання Героя Радянського Союзу та всіх нагород. Після звільнення жив у Івано-Франківську, працював машиністом парових котлів на місцевому приладобудівному заводі, потім слюсарем у місцевій школі міліції. Помер у лютому 1977 року. Похований в Івано-Франківську.

## Нагороди
- Орден Вітчизняної війни 2-го ступеня (29.03.1944),
- Медаль «За відвагу» (11.07.1943)
- Медаль «За Перемогу над Німеччиною» (1945)[1].